# Базиліка Непорочного Зачаття (Вашингтон)
Базиліка Непорочного Зачаття (англ. Basilica of the National Shrine of the Immaculate Conception) – католицька базиліка у Вашингтоні, округ Колумбія. Є найбільшою католицькою церквою в Сполучених Штатах та Північній Америці, одна з десяти найбільших церков у світі, і найвища будівля у Вашингтоні, округ Колумбія (100 метрів).   

## Опис
Будівництво базиліки почалося в 1920 підрядником Джоном Макшейном в неовізантійському стилі.
Відкриття ще в недобудованому вигляді відбулося в 1959.
Довжина базиліки складає 152 м ширина 73 м, а висота до вершини хреста на куполі 72 м.  Діаметр купола всього на 2 м менше ніж купол Капітолію.
Остаточно всі роботи завершено до 1961. За оцінками експертів, щороку базиліку відвідують більше одного мільйона паломників.
12 жовтня 1990 святиню відвідав папа Іван Павло II, який надав її титул малої базиліки.
16 квітня 2009 папа Бенедикт XVI під час відвідування базиліки подарував їй Золоту троянду.
23 вересня 2015 месу на східних щаблях базиліки відслужив папа Франциск під час свого візиту до США.
Настоятелем базиліки нині є монсеньйор Вальтер Р. Россі.